# Chilothorax
Chilothorax är ett släkte av skalbaggar. Chilothorax ingår i familjen Aphodiidae.

## Dottertaxa tillChilothorax, i alfabetisk ordning[1]
- Chilothorax albosetosus
- Chilothorax alexis
- Chilothorax aljibei
- Chilothorax altaicus
- Chilothorax auliensis
- Chilothorax badenkoi
- Chilothorax baghlanicus
- Chilothorax bistriga
- Chilothorax brancoi
- Chilothorax cervorum
- Chilothorax chandmanicus
- Chilothorax clathratus
- Chilothorax clausula
- Chilothorax comma
- Chilothorax conspurcatus
- Chilothorax discedens
- Chilothorax distinctus
- Chilothorax dobrovljanskyi
- Chilothorax dzongensis
- Chilothorax equitis
- Chilothorax exclamationis
- Chilothorax exilimanus
- Chilothorax figuratus
- Chilothorax flammulatus
- Chilothorax flavimargo
- Chilothorax fritschi
- Chilothorax glebi
- Chilothorax grafi
- Chilothorax hahni
- Chilothorax hieroglyphicus
- Chilothorax huangyuanensis
- Chilothorax hucklesbyi
- Chilothorax ivanovi
- Chilothorax jacobsoni
- Chilothorax kandaharicus
- Chilothorax kerzhneri
- Chilothorax kukunorensis
- Chilothorax lineolatus
- Chilothorax logunovi
- Chilothorax longetarsalis
- Chilothorax melanostictus
- Chilothorax mongolaltaicus
- Chilothorax mossulensis
- Chilothorax naevuliger
- Chilothorax nigrivittis
- Chilothorax ohishii
- Chilothorax okadai
- Chilothorax pamirensis
- Chilothorax paykulli
- Chilothorax pictus
- Chilothorax planus
- Chilothorax plutschewskyi
- Chilothorax potanini
- Chilothorax praenubilus
- Chilothorax propola
- Chilothorax punctatus
- Chilothorax scuticollis
- Chilothorax sexmaculosus
- Chilothorax shansianus
- Chilothorax signifer
- Chilothorax sinicus
- Chilothorax subpolitus
- Chilothorax tanhensis
- Chilothorax tenuimanus
- Chilothorax variicolor
- Chilothorax variipennis
- Chilothorax xanthellus
- Chilothorax xanthopterus
- Chilothorax zaissanicus